# Tuburan (Cebu)
Tuburan ist eine philippinische Stadtgemeinde in der Provinz Cebu. Tuburan hat 63.866 Einwohner (Zensus 1. August 2015) und ist eine Gemeinde der zweiten Einkommensklasse und wird als partiell urbanisiert beschrieben.
Die Gemeinde liegt an der Westküste der Insel Cebu an der Tanon-Straße, ca. 97 km nordwestlich von Cebu City entfernt.
Ihre Nachbargemeinden sind Tabuelan im Norden, Sogod und Catmon im Osten und Asturias im Süden.
Die Gemeinde wurde 1851 gegründet und der Name Tuburan leitet sich von dem Begriff Tubod ab, dieses bedeutet in Cebuano ‚Quelle‘, da auf dem Gebiet der Gemeinde mehrere Quellen sich finden lassen, wie die Quellen Molobol und Mantawihan.

## Baranggays
Tuburan ist politisch in 54 Baranggays unterteilt.
| - Alegria - Amatugan - Antipolo - Apalan - Bagasawe - Bakyawan - Bangkito - Bulwang - Kabangkalan - Kalangahan - Kamansi - Kan-an - Kanlunsing - Kansi - Caridad - Carmelo - Cogon - Colonia | - Daan Lungsod - Fortaliza - Ga-ang - Gimama-a - Jagbuaya - Kabkaban - Kagba-o - Kampoot - Kaorasan - Libo - Lusong - Macupa - Mag-alwa - Mag-antoy - Mag-atubang - Maghan-ay - Mangga - Marmol | - Molobolo - Montealegre - Putat - San Juan - Sandayong - Santo Niño - Siotes - Sumon - Tominjao - Tomugpa - Barangay I (Pob.) - Barangay II (Pob.) - Barangay III (Pob.) - Barangay IV (Pob.) - Barangay V (Pob.) - Barangay VI (Pob.) - Barangay VII (Pob.) - Barangay VIII (Pob.) |